# Incident Joseph Snoeck
Joseph Snoeck (Sint-Pieters-Voeren, 17 november 1931 - Hermalle-sous-Argenteau, 25 juni 2009) was een Belgisch forellenkweker die in maart 1980 in het nieuws kwam vanwege een incident tijdens een van de Voerense wandelingen van een aantal Vlaamse organisaties waaronder het Taal Aktie Komitee en de Vlaamse Militante Orde in de Voerstreek.
Hij had op 8 maart een vlag van de Action Fouronnaise met de tekst "Rétour à Liège" ("Terugkeer naar Luik") uit het raam van zijn huis gehangen. De Vlaamse betogers probeerden de vlag te pakken te krijgen. Snoeck nam hierop zijn karabijn en begon te schieten. Er vielen twee gewonden bij de wandelaars, en in het gevecht dat nadien uitbrak werd zijn inboedel kort en klein geslagen.
Snoeck en enkele betogers werden opgepakt door de politie. De correctionele rechtbank van Verviers oordeelde dat de betogers zijn huis pas vernielden nadat hij op hen was beginnen schieten. In 1984 werd Snoeck tot 8 dagen voorwaardelijke celstraf veroordeeld wegens mishandeling.  In 1985 werd hij door het Hof van beroep van Luik vrijgesproken. Het hof oordeelde dat Snoeck had gehandeld uit wettige zelfverdediging.